# Гудцовце
Гудцовце (словац. Hudcovce) — село и одноимённая община в районе Гуменне Прешовского края Словакии. В письменных источниках начинает упоминаться с 1467 года.

## География
Село расположено в юго-восточной части края, в южной части Низких Бескид, в долине реки Ондавки, при автодороге 558. Абсолютная высота — 135 метров над уровнем моря. Площадь муниципалитета составляет 5,86 км².

## Население
| Год:                | 1994 | 2004    | 2014    | 2024     |
| ------------------- | ---- | ------- | ------- | -------- |
| Количество человек: | 407  | 422     | 418     | 376      |
| Разница:            |      | +3,68 % | −0,94 % | −10,04 % |

По данным последней официальной переписи 2011 года, численность населения Гудцовце составляла 424 человека.